# Lisa Bernardini
Lisa Bernardini (1970) è una giornalista italiana.

## Biografia
Nata in Toscana, si trasferisce a Roma nel 1989 per intraprendere la carriera di giornalista pubblicista. Parallelamente si interessa alla fotografia, indirizzandosi inizialmente sul bianco e nero, per poi passare alle fotografie a colori. Fonda l'associazione culturale “Occhio dell’Arte”. Alcune sue opere si trovano presso la Raccolta di Fotografia della Galleria Civica di Modena, Fondo Franco Fontana. Nel luglio 2016 ha ricevuto l’Art Prize in Friesland.
Dal 2018 è presente inoltre nella Collezione d’Arte Contemporanea Città di Montoro (AV).
Da sempre interessata alle tematiche interculturali, ha curato l'evento "Culture a confronto: l'Italia omaggia l'Egitto", tenutosi presso l'Ambasciata della Repubblica Araba d'Egitto a Roma. Altro tema di cui si è sempre occupata è la tematica femminile: è direttrice artistica dell'evento Storie di Donne, la cui ultima edizione si è svolta a Frosinone. 
Nel 2012, la fondazione "Women with a cause" ha comprato una sua fotografia per donarla agli uffici di Denver, negli Stati Uniti, dell'organizzazione Third Way Center.
Nel 2022 è uscito il suo libro "Tu ce l'hai Peter Pan? Appunti di viaggio in un tempo difficile" per Pegasus Edition
Il 10 marzo 2023 c'è stata la IX Edizione di “Storie di Donne”, dai lei ideata.
Nell 2023 è stata premiata per il suo lavoro giornalistico durante l'iniziativa Fair Play for Life. 
Nel 2024 ha vinto il Premio internazionale di Arte Letteraria "Omaggio a Pasolini". 
Attualmente è socia pubblicista dell'Associazione della Stampa Estera in Italia e corrispondente de LA VOCE degli Italiani in Francia. 

## Opere
Libro Fotografico “Ethiopia Inside – Fotografare Attraverso”, edito dalla Onirica Edizioni di Milano.
Libro "Tu ce l'hai Peter Pan? Appunti di viaggio in un tempo difficile", edito da Pegasus Edition

## Riconoscimenti
- Onorificenza A.F.I. (Artista Fotografo italiano) da parte della F.I.A.F
- riconoscimento presso il 34º Premio Internazionale “FONTANE DI ROMA”
- assegnataria del prestigioso Premio internazionale “Comunicare l’Europa”, conferito a Montecitorio
- premiata nella sezione Promozione Culturale nel “Gran Galà della cultura 2018” XIV edizione ad Albori di Vietri sul Mare (Salerno)
- premio Città di Cattolica – Pegasus Literary Awards
- premio Play For Life 2023
- Premio internazionale di Arte Letteraria "Omaggio a Pasolini"